# Eldskål
Eldskål (Pyronema omphalodes) är en svampart som först beskrevs av Pierre Bulliard (v. 1742–1793), och fick sitt nu gällande namn av Karl Wilhelm Gottlieb Leopold Fuckel 1870. Eldskål ingår i släktet Pyronema och familjen Pyronemataceae.  Arten är reproducerande i Sverige. Inga underarter finns listade i Catalogue of Life.